# Klaus Lange (Handballspieler)
Klaus Lange (* 14. September 1939 in Elskop) ist ein ehemaliger deutscher Kommunalpolitiker, Lehrer und Handballspieler.

## Leben
Klaus Lange spielte mit dem Hamburger SV und dem VfL Bad Schwartau in der Handball-Bundesliga. Später war er Spielertrainer beim Regionalligisten MTV Herzhorn und Vorsitzender des Vereins, mit dem er 1978 Bundesliga-Pläne und einen Umzug in die Sporthalle Hamburg als Möglichkeit ins Auge fasste. Lange führte Herzhorn in der Saison 1977/78 zum Gewinn des Meistertitels in der Regionalliga, der dadurch erreichte Bundesliga-Aufstieg wurde aber nicht wahrgenommen. 1979 war Lange Wunschkandidat des THW Kiel auf den Trainerposten, der Wechsel kam aber nicht zustande.
Mit der deutschen Nationalmannschaft, für die Lange 54 Länderspiele bestritt, nahm er an der Weltmeisterschaft 1964 in der Tschechoslowakei teil. Bei den Olympischen Spielen 1972 in München war er Mannschaftskapitän des deutschen Teams und erzielte in sechs Spielen neun Tore.
Lange war Lehrer am Hamburger Gymnasium Rispenweg und später Schuldirektor an der Kaiser-Karl-Schule in Itzehoe. Daneben betätigte er sich ab 1974 kommunalpolitisch und wurde 1986 zum Bürgermeister und 1990 zum Amtsvorsteher der Gemeinde Herzhorn gewählt.